# BX Волопаса
BX Волопаса (лат. BX Boötis), HD 133029 — тройная звезда в созвездии Волопаса на расстоянии приблизительно 522 световых лет (около 160 парсеков) от Солнца. Возраст звезды определён как около 209 млн лет.

## Характеристики
Первый компонент (CCDM J15006+4717A) — бело-голубая вращающаяся переменная звезда типа Альфы² Гончих Псов (ACV) спектрального класса B9VpSiCrSr, или B9p*, или A0VspSiSrCr, или A0IIIpSiCrSr, или A0p. Видимая звёздная величина звезды — от +6,41m до +6,33m. Масса — около 3,499 солнечных, радиус — около 2,613 солнечных, светимость — около 74,131 солнечных. Эффективная температура — около 11030 K.
Второй компонент — коричневый карлик. Масса — около 17,57 юпитерианских. Удалён на 2,271 а.е..
Третий компонент (CCDM J15006+4717B). Видимая звёздная величина звезды — +8,8m. Удалён на 35,6 угловых секунды.